# 苏联无线电工业部

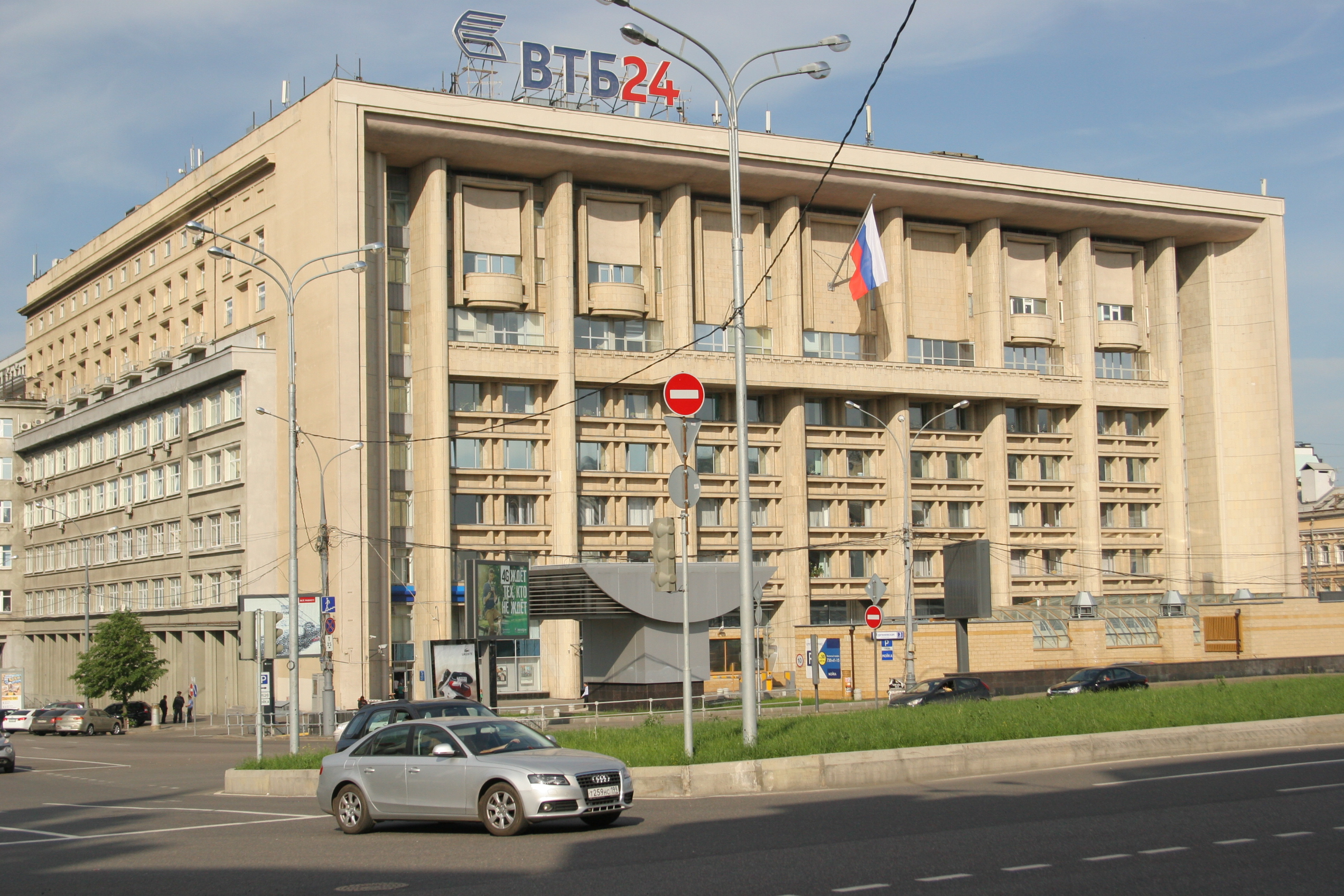
位于莫斯科图尔格涅夫斯卡亚广场的无线电工程和电子工业部，现为VTB24银行总部

苏联无线电工业部是苏联部长会议下设的一个全联盟工业部。负责研制和生产无线电电子设备、电子元器件与组件、电视机和录音机、雷达、电子计算机、反弹道导弹与地对空导弹系统总体等。

## 历史
1954年1月21日根据苏联最高苏维埃主席团命令，从苏联发电厂与电力工业部的无线电工程、真空电子管、电话电报行业相关企业与单位，设立苏联无线电工业部（Министерства радиотехнической промышленности СССР）。1957年12月14日改为苏联部长会议国家无线电电子委员会。1963年3月13日改为苏联国家无线电电子委员会。1965年3月2日改名为苏联无线电工业部。
八十年代开始大量生产个人计算机，如Agat, ES-184x与PKSOxx。
苏联解体时，改制为国有企业“无线电综合体”（Радиокомплекс）。  

## 历任部长
来源:
- 瓦列里·德米特里耶维奇·卡尔米科夫（俄语：Калмыков, Валерий Дмитриевич） (21.1.1954 - 8.4.1974)
- 彼得·斯捷潘诺维奇·普列沙诺夫（俄语：Плешаков, Пётр Степанович） (8.4.1974 - 11.9.1987)
- 弗拉基米尔·伊万诺维奇·希姆科（俄语：Шимко, Владимир Иванович） (14.11.1987 - 24.8.1991)